# Lucius Fairchild

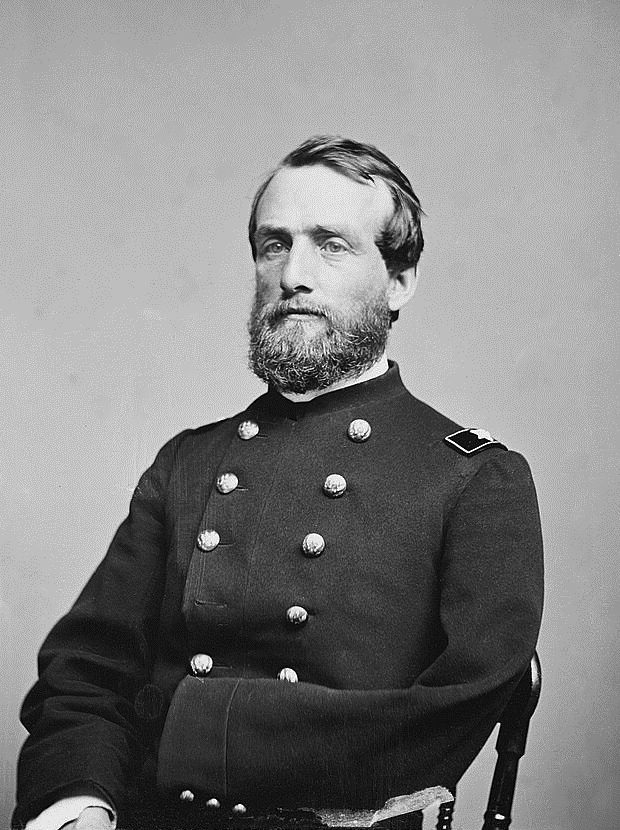
Lucius Fairchild

Lucius Fairchild, född 27 december 1831 i Franklin Mills, Ohio, död 23 maj 1896 i Madison, Wisconsin, var en amerikansk general, politiker och diplomat. Han var den tionde guvernören i delstaten Wisconsin 1866-1872.
Fadern Jairus C. Fairchild var borgmästare i Madison 1856-1857. Lucius Fairchild enrollerade sig i nordstatsarmén i början av amerikanska inbördeskriget. Han deltog i slaget vid Gettysburg som överste och förlorade ena armen. Han befordrades därefter till brigadgeneral innan han avslutade sin krigstjänst.
Fairchild var delstatens statssekreterare (Wisconsin Secretary of State) 1864-1866. Han vann sedan tre guvernörsval i rad som republikanernas kandidat. Han efterträddes 1872 som guvernör av Cadwallader C. Washburn. Efter sin tid som guvernör var Fairchild först USA:s konsul i Liverpool och sedan generalkonsul i Paris. Han var chef för USA:s diplomatiska beskickning i Spanien 1880-1881.
Fairchilds grav finns på Forest Hill Cemetery i Madison, Wisconsin.